# 白花灯笼
白花灯笼（学名：Clerodendrum fortunatum）是唇形科大青属的植物，为中国的特有植物。分布于中国大陆的广西、福建、广东、江西等地，生长于海拔1,000米的地区，多生于村旁、路边、丘陵、山坡以及旷野，目前尚未由人工引种栽培。

## 别名
灯笼草（中国高等植物图鉴） 鬼灯笼（广东） 苦灯笼（广西）

## 外部連結
- 白花燈籠, Baihuadenglong 藥用植物圖像數據庫 (香港浸會大學中醫藥學院) （繁體中文）（英文）